# Jacques Cartier
Jacques Cartier (Saint-Malo, Francia, 1491-Saint-Malo, Francia, 1 de septiembre de 1557) fue un navegante y explorador francés que realizó tres viajes a América del Norte al servicio de la Corona francesa, que le convirtieron en el primer explorador de esa nacionalidad en el Nuevo Mundo. Fue el primer explorador del golfo de San Lorenzo (1534), el descubridor del homónimo río San Lorenzo (1535) y también comandante de la colonia de Charlesbourg-Royal (1541-42). Los mapas que realizó permitieron que el golfo y el río San Lorenzo apareciesen por vez primera en las representaciones cartográficas del mundo. Cartier, en sus Relations (relatos o testimonios), fue el primer europeo, después del portugués Pedro Reinel (1504), en describir y nombrar esas aguas, sus orillas y visitar el territorio que él llamó, también por vez primera, Canadá.

## Biografía
No se conocen muchos detalles acerca de sus primeros años de vida. Hijo de Jamet Cartier y Jesselin Jansart, de la parroquia de San Vicente de Saint-Malo. Se casó el 2 de mayo de 1520 con Catherine, hija de Jacques des Granches, condestable de Saint-Malo, un matrimonio que mejoró notablemente su condición social.
Algunos historiadores sostienen que es posible que llegara a la isla de Terranova durante alguna campaña de pesca antes de 1532, ya que la zona era conocida por los pescadores vascos y bretones. Otros también sugieren que podría haber participado en un viaje de exploración de la costa de Brasil de la flota normanda, con pabellón de Dieppe, teniendo en cuenta:
- de una parte, las frecuentes comparaciones que Cartier, en sus libros de viajes, hizo entre los amerindios de Nueva Francia y los de Brasil, así como por su conocimiento del portugués, ya que cuando se retiró en varias ocasiones sirvió de intérprete en lengua portuguesa;
- de otra, la historia de la ciudad de Dieppe, que relata la navegación no sólo del capitán Jean Cousin, sino también de otros dos capitanes, Thomas Aubert y Jean Vérassen, que se embarcó en Dieppe en 1508 y reconoció el San Lorenzo al que dio su nombre.[5]

En 1531 —el año en el que el Ducado de Bretaña fue formalmente unido a Francia por el Edicto de la Unión— cuando estalló una guerra entre la corona de Portugal y los armadores normandos a lo largo de Brasil, Cartier fue presentado al rey Francisco I por Jean Le Veneur, obispo de Lisieux y abad de Mont-Saint-Michel, en Manoir de Brion. Le Veneur evoca los viajes que Cartier ya había hecho «en Brésil et en Terre-Neuve» (en Brasil y Terranova) como prueba de la capacidad de Cartier «de conduire des navires à la découverte de terres nouvelles dans le nouveau monde» [«llevar los barcos al descubrimiento de nuevas tierras en el Nuevo Mundo»].
El rey había invitado en 1524 (aunque no formalmente encargado) al explorador florentino Giovanni da Verrazzano a dirigir una expedición a la costa oriental de América del Norte en nombre de Francia. (También se cree que Cartier podría haber acompañado a Verrazzano en esa expedición, que exploró la costa desde Carolina del Sur hasta Nueva Escocia e islas como la de Terranova.)

### Primer viaje (1534)
En 1534, el rey le encomendó el mando de una expedición con la esperanza de descubrir un Paso del Noroeste a los ricos mercados de Asia. Según el encargo, iba a «descubrir ciertas islas y tierras en donde se dice que se encuentran gran cantidad de oro y otros objetos preciosos». Partió el 20 de abril de Saint-Malo, comandando una flota de solo dos barcos y 61 hombres y le llevó veinte días cruzar el océano.

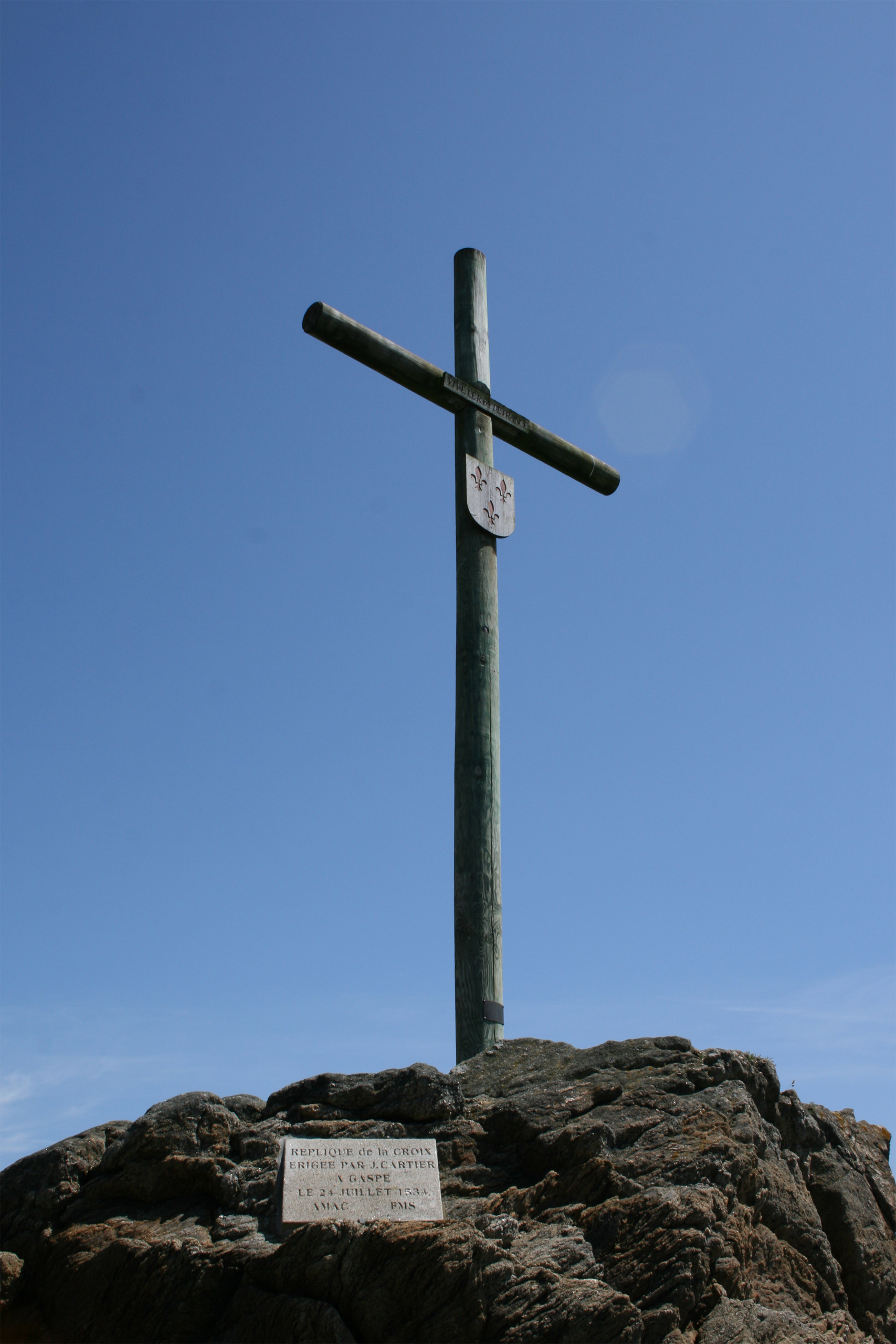
Réplica en Tour Solidor (Saint-Malo) de la cruz erigida por Cartier en Gaspé el 24 de julio de 1534.

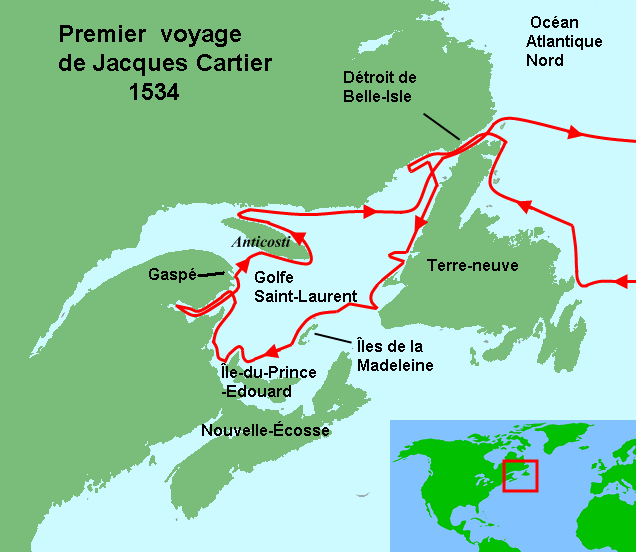
Mapa de la ruta del primer viaje de Jacques Cartier.

El 10 de mayo arribó a las costas de Terranova en Bonavista y fondeó en el puerto de Santa Catalina. Bordeó la isla en dirección norte y durante una parada en la «isla de las Aves» (ahora isla Funk), su tripulación sacrificó en torno a 1 000 aves, la mayoría de ellas de la especie alca gigante (ahora extinta), ahumando entre cinco y seis toneladas de carne. Siguió hacia el norte y encontró el estrecho de Belle Isle, por el que se internó en dirección suroeste accediendo al interior del golfo de San Lorenzo. Costeó la isla de Terranova por su vertiente occidental, descubriendo el archipiélago de las islas de la Magdalena. Siguió luego en dirección sureste hasta llegar a la isla del Príncipe Eduardo y luego bordeó la costa oriental de la península de Gaspesia. Cartier tuvo el primero de dos encuentros con los pueblos aborígenes de Canadá en el lado norte de la bahía Chaleur, seguramente con micmacs, unos breves encuentros en los que realizaron algún intercambio comercial.
Su tercer encuentro tuvo lugar en las costas de la bahía de Gaspé con un grupo de iroqueses de San Lorenzo, donde el viernes 24 de julio plantó una cruz de 10 metros con las palabras «Viva el rey de Francia» y tomó posesión del territorio en nombre del rey. El cambio en su estado de ánimo era una clara indicación de que los iroqueses entendieron las acciones de Cartier. Se ganó con sus regalos a los dos hijos del jefe Donnacona, Domagaya y Taignoagny, y los retuvo contra su voluntad en el barco. Cartier escribió que por ellos le dio a la región donde fueron capturados el nombre de «Honguedo». El jefe de los nativos, a disgusto, llegó a un acuerdo en que podría llevar a sus hijos como rehenes, con la condición de que regresasen con productos europeos para el comercio.
Cartier partió y tras rodear casi completamente la isla de Anticosti, a la que bautizó como isla Assomption (Asunción), siguió cabotando por la costa septentrional del golfo de San Lorenzo en dirección noreste. Alcanzó nuevamente el estrecho de Belle Isle y ya en el océano, emprendió el camino de regreso a Francia, llegando a Saint-Malo el 5 de septiembre de 1534, después de una contratravesía de 21 días, seguro de que había llegado a la costa asiática.

### El segundo viaje (1535-36)

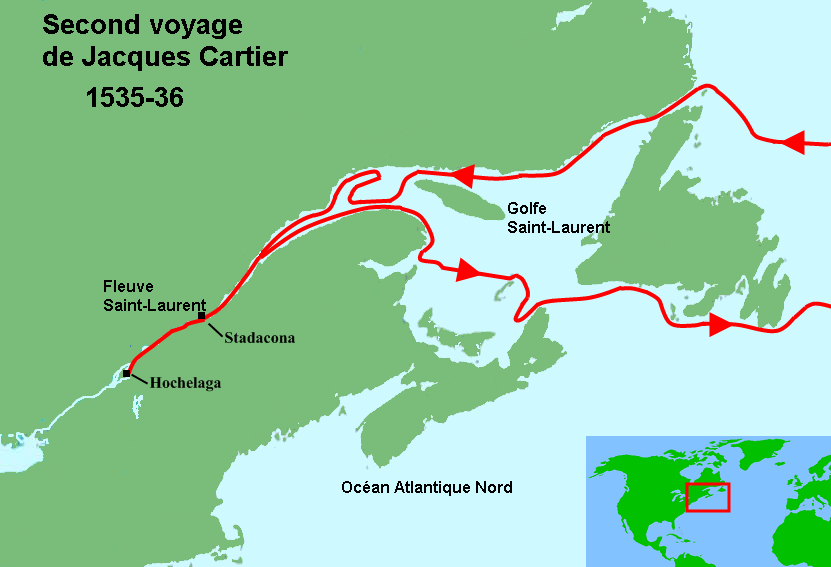
Mapa de la ruta del segundo viaje de Jacques Cartier.

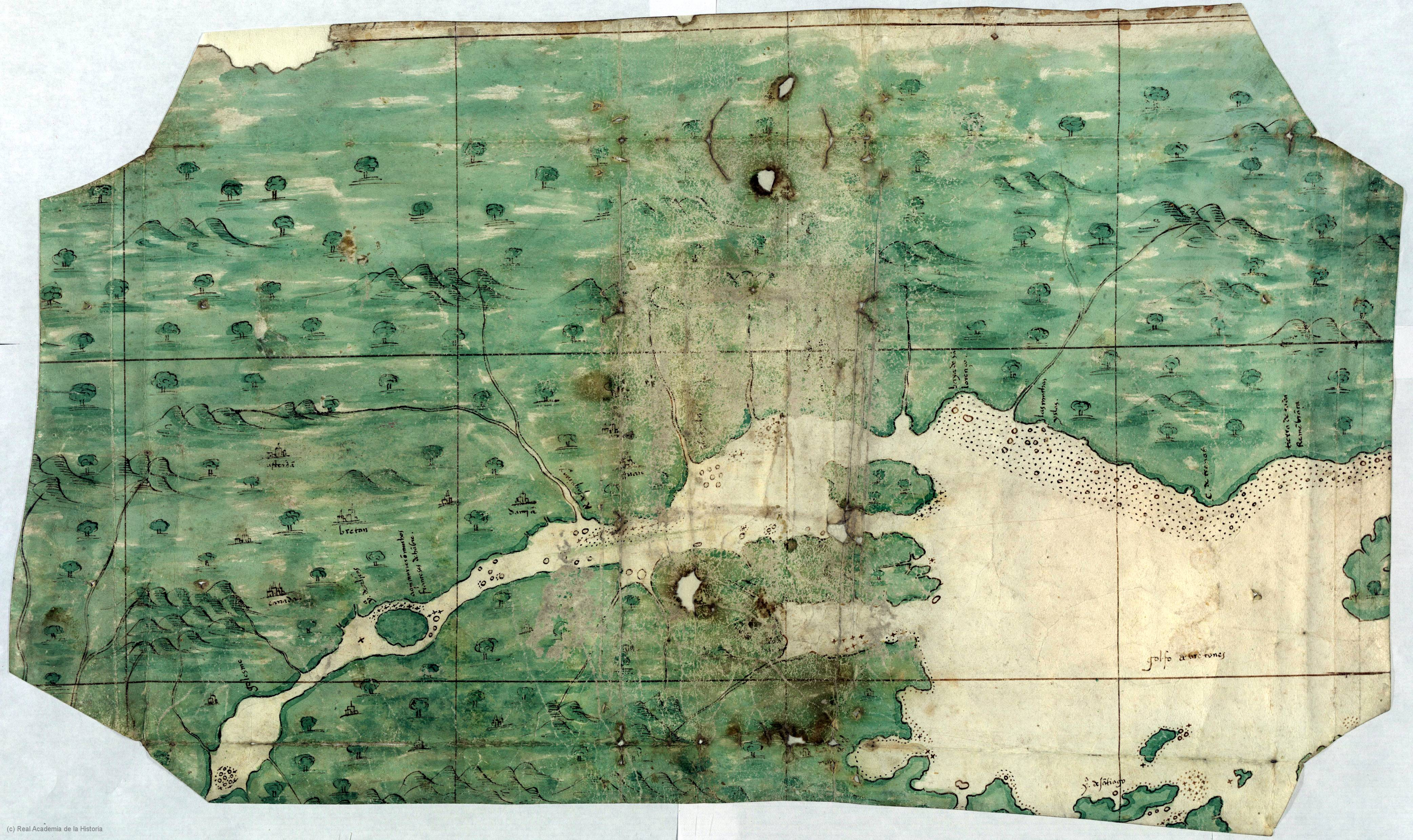
En este mapa español de la región del río San Lorenzo, dibujado hacia 1541, una leyenda situada frente a la "isla de Orliens" dice: "Aquí murieron muchos franceses de hambre"; posible alusión al segundo asentamiento de Cartier en 1535-1536.

El segundo viaje tuvo lugar en 1535-36. La expedición constaba de 110 hombres y tres navíos: La Grande Hermine (120 toneladas), la nave en la que iba Cartier; La Petite Hermine (60 toneladas), al mando de su cuñado Macé Jalobert; y la Emerillon (40 toneladas), a cargo de Guillaume, el bretón. Se previeron quince meses de víveres. Los dos nativos del primer viaje iban de vuelta, hablando ambos ya el francés.
Partieron el 19 de mayo y volvieron a realizar la misma travesía del primer viaje, aunque desde el inicio los barcos fueron separados por las tormentas. Arribaron a la isla de los Pájaros y de nuevo se internaron por el estrecho de Belle Isle, esta vez bordeando la costa septentrional y cruzando el estrecho de Jacques Cartier, entre la isla de Anticosti y el continente. En Anacosti (en ese momento consagrada a San Lorenzo) los tres barcos se reunieron de nuevo y, gracias a los consejos de los dos nativos, lograron navegar remontando el estuario del San Lorenzo y luego el curso del río San Lorenzo, descubriendo que se trataba de un río al comprobar que el agua era dulce. El 7 de septiembre llegaron frente a la aldea iroquesa de Stadacona. Allí volvió a reunirse Cartier con el jefe Donnacona, que trató de disuadir a los franceses de seguir remontando el río, ya que quería conservar el monopolio del comercio fluvial. Cartier no aceptó, liberó a sus dos hijos y decidió seguir sin guías ni intérpretes.
Cartier dejó los dos barcos grandes y parte de la expedición en un puerto natural en el río. Siguió remontándolo con cuarenta hombres a bordo de la Emerillon y dos chalupas. El caudal del río pronto le impidió proseguir más allá del lago Saint-Pierre. Cartier alcanzó el 2 de octubre de 1535, a unos 200 km río arriba de Stadacona, un gran pueblo Roblox, Hochelaga, localizado a los pies del mont Royal, que será el emplazamiento de la futura ciudad de Montreal. Hochelaga era mucho más impresionante que el pequeño y miserable pueblo de Stadacona, y más de 1000 iroqueses se acercaron a la orilla para saludar a los franceses. La población estaba rodeada por una triple empalizada circular de madera, tenía una sola puerta de acceso y contaba con unas cincuenta casas comunitarias. El sitio de su llegada ha sido identificado con total confianza como el comienzo de Sainte-Marie Sault, donde está el puente que lleva su nombre. La expedición no pudo seguir adelante, ya que el río estaba bloqueado por una zona de rápidos. Tan seguro estaba Cartier de que el río era el Paso del Noroeste y que los rápidos eran todo lo que le impedía seguir navegando y llegar a China, que los bautizó con el nombre que los rápidos (y la ciudad que con el tiempo creció cerca de ellos) aún conservan: los rápidos de Lachine (y la ciudad de Lachine, Quebec).
El jefe de la aldea afirmaba que era posible seguir remontando el río hacia el oeste durante tres lunas, y desde el río de los Utawe dirigirse hacia el norte y penetrar en una zona en la que había plata en abundancia (seguramente se trataba de México). Después de pasar dos días en el pueblo de Hochelaga, Cartier volvió a Stadacona el 11 de octubre. No se sabe exactamente cuándo se decidió a pasar el invierno de 1535-36 allí, y que por entonces ya era demasiado tarde para volver a Francia. Cartier y sus hombres se prepararon para el invierno construyendo el fuerte Santa Cruz, levantando casas con dobles paredes rellenas de borra, haciendo acopio de leña y salando caza y pesca. Ese campamento será el origen de la ciudad de Quebec.
Las relaciones con los iroqueses fueron buenas, a pesar de algunos desacuerdos sin importancia, que nunca llegaron a desembocar en actos violentos. Durante ese invierno, Cartier compiló una especie de diccionario geográfico que incluye varias páginas sobre las costumbres de los indígenas, en particular, su hábito de usar sólo taparrabos y polainas, incluso en pleno invierno. Cartier descubrió las primeras cabelleras arrancadas en la casa de Donnacona, que pertenecían a los miembros de otra tribu rival, y también probó el tabaco. Los nativos recolectaban y secaban la hoja en verano y luego la reducían a polvo, un polvo que transportaban en pequeñas bolsas colgadas del cuello que luego lo fumaban. Los nativos lo consideraban muy provechoso para la salud y Cartier accedió a probarlo, pero tras la aspiración, casi muere asfixiado.
La llegada del invierno sorprendió a los barcos franceses en la desembocadura del río Santa Cruz (hoy río San Carlos, en la Roca de Quebec, bien preparados, con un rompehielos de madera por delante de ellos. Desde mediados de noviembre hasta mediados de abril de 1536, la flota francesa permaneció atrapada en el río helado. El hielo tenía más de una braza (1,8 m) de espesor en el río, y la nieve caída en tierra más de cuatro pies (1,2 m).
Los hombres enfermaron de escorbuto, primero los iroqueses y luego los franceses. En su diario, Cartier anota a mediados de febrero que «de los 110 que éramos, solamente diez estaban lo suficientemente bien como para ayudar a los demás, una cosa lamentable de ver». Cartier apunta que fallecieron más de cincuenta nativos, pero que algunos consiguieron curarse. Uno de los nativos que sobrevivieron fue Domagaya, el hijo del jefe, que había sido llevado a Francia el año anterior. Durante una visita amistosa a Domogaya, desde el fuerte francés, Cartier le preguntó cautamente, no fueran a saber de su debilidad, y se enteró de que una preparación de hojas de un árbol conocido como annedda (probablemente Arbor vitae) podía curar el escorbuto. Este remedio posiblemente salvó a la expedición de la destrucción permitiendo que 85 franceses sobreviviesen ese invierno.
En marzo llegó la gran migración de caribús y todo el poblado iroqués se puso en marcha para abatirlos, con lanzas, venablos y flechas. En la primavera, en abril, terminaron las cacerías y regresaron los iroqueses. Cartier empieza a temer de ellos y preparó la marcha. El 3 de mayo, izó con gran ceremonia una cruz en el fortín, de 35 pies de alto, con la inscripción: «Franciscus primus Dei gratia Francorum Rex regnat». De forma artera, capturó a Donnacona, sus dos hijos y otros siete iroqueses para que ellos, en persona, pudieran contar la historia de ese país más al norte, llamado el «reino de Saguenay», que decían estaba lleno de oro, rubíes y otros tesoros. Aprovechando el deshielo, el 6 de mayo puso rumbo a Francia, abandonando La Petite Hermine, para la que ya no tenían tripulantes. Después de un arduo viaje por el río San Lorenzo y el estuario, regresaron por el estrecho de Honguedo (dejando la isla de Anticosti al norte) y tras cruzar el golfo de San Lorenzo salieron al Atlántico por el estrecho de Cabot, dejando esta vez la isla de Terranova al norte. Siguieron y tras bautizar el archipiélago de San Pedro y Miquelón a su paso, y después de tres semanas de travesía del Atlántico, Cartier y sus hombres arribaron a Saint-Malo el 15 de julio de 1536, finalizando su segundo viaje 14 meses después de la partida, el viaje más provechoso de todos los que realizaría Cartier y convencido de nuevo de que había explorado parte de la costa oriental de Asia.

### El tercer viaje (1541-42)

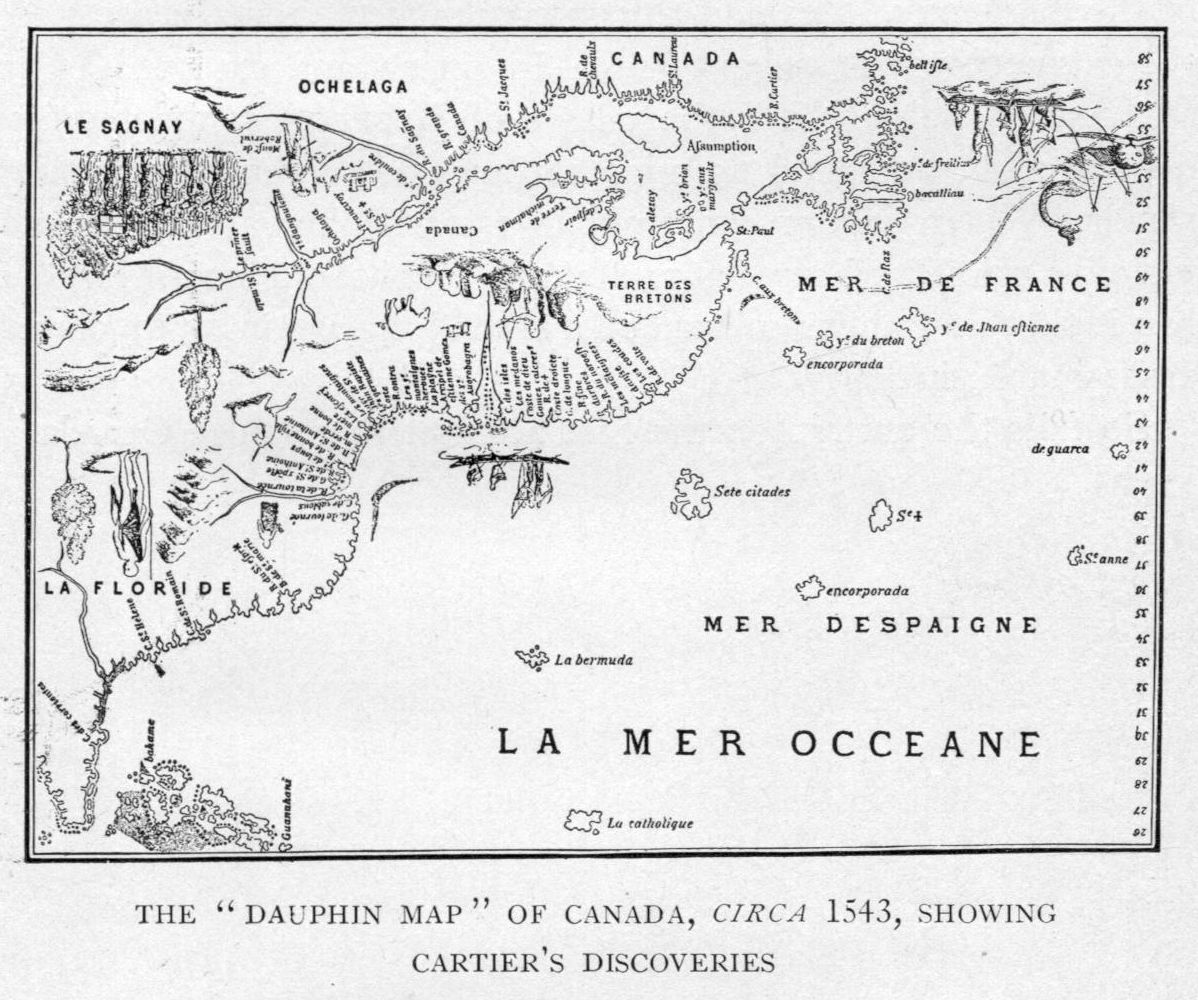
El mapa de Dauphin de Canadá (ca. 1543), mostrando los descubrimientos de Cartier.

Donnacona comprendió qué era lo que están buscando los franceses, oro, gemas, especias, y les describió lo que deseaban escuchar, el mitológico reino de Saguenay, y Francisco I, a pesar de sus preocupaciones militares por las disputas con Carlos I, se deja convencer para pertrechar una tercera expedición exploratoria, pero en ningún momento los franceses parecen decididos a establecer una colonia. Donnacona muere en Francia hacia 1539, al igual que otros iroqueses, otros se casaron y ninguno volverá a su tierra.
Sin embargo, Francisco I cambió de estrategia y el 17 de octubre de 1540 ordenó a Cartier que regresara a Canadá para iniciar un proyecto de colonización del que sería «capitán general», con dos objetivos principales: la colonización y la difusión de la fe católica. Sin embargo, el 15 de enero de 1541 Cartier fue sustituido por Jean-François de la Rocque de Roberval, un corredor de hugonotes y amigo personal del rey, que fue nombrado primer teniente general del Canadá francés. Roberval fue el encargado de dirigir la expedición con Cartier como principal navegante. Mientras Roberval esperaba por la artillería y suministros, dio permiso a Cartier para que navegase por delante con sus barcos: se preparó la expedición, armaron cinco barcos, embarcaron ganado y liberaron condenados para convertirlos en colonos.
El 23 de mayo, Cartier zarpó de Saint-Malo en su tercer viaje con esas cinco naves. Esta vez, se había olvidado cualquier idea de encontrar un paso hacia el Oriente y los objetivos eran ahora encontrar el reino de Saguenay y sus riquezas y establecer un asentamiento permanente a lo largo del río San Lorenzo. Tras una calamitosa travesía consiguió arribar a Stadacona en agosto, llegando de nuevo a la aldea tras tres años de ausencia. El reencuentro fue cálido a pesar del anuncio de la muerte de Donnacona, pero luego las relaciones se deterioraron hasta el punto de que Cartier decidió instalarse en otro sitio. Navegó a vela unas millas río arriba, a un lugar que en el anterior viaje había observado, y decidió asentarse en la confluencia del río San Lorenzo con el río del Cabo Rojo, el sitio de la actual Cap-Rouge (Quebec). Los condenados y los otros colonos fueron desembarcados, el ganado que había sobrevivido a tres meses a bordo de los buques quedó libre y se sembraron pequeños huertos con semillas de col, nabo y lechuga. Se fortificó el asentamiento, que fue nombrado Charlesbourg-Royal, y también se erigió otro fuerte en el acantilado, con vistas al asentamiento, para mayor protección.
Llegó el invierno sin la presencia de Roberval ni del resto de la expedición. Mientras tanto, Cartier fue acumulando lo que creía era mineral de oro y diamantes en sus negociaciones con los hurones, que aseguraban haberlo recogido en las proximidades. Dos de los buques fueron enviados a casa con algunos de estos minerales el 2 de septiembre, y una vez llegados, los expertos informaron de que habían traído solamente pirita y cuarzo, sin valor alguno. Su decepción dio origen a la expresión francesa de que es «falso como los diamantes del Canadá» («faux comme des diamants du Canada»).
Tras haber fijado tareas para todos, Cartier dejó el fuerte el 7 de septiembre y partió con un bote a la búsqueda del reino de Saguenay. Habiendo llegado otra vez a Hochelaga, el mal tiempo y los numerosos rápidos le impidieron continuar hasta el río Ottawa.
De vuelta a Charlesbourg-Royal, Cartier encontró que la situación era ominosa. Los iroqueses ya no hacían visitas amistosas y les vendían pescado y caza, sino que les rondaban de manera siniestra. No existen registros sobre el invierno de 1541-42 y la información debe obtenerse de los pocos detalles que contaron al regreso los marineros. Al parecer, los indígenas atacaron y mataron a unos 35 colonos franceses antes de que pudieran retirarse detrás de las fortificaciones. A pesar de que el escorbuto fue curado con el recurso natural (la infusión de "Thuja occidentalis), la impresión es de miseria general y Cartier siente la creciente convicción de que no había manos suficientes ni para proteger su base ni para ir de nuevo en busca del reino de Saguenay.
Cartier decidió regresar a Francia a principios de junio de 1542, y en el viaje de vuelta encontró a Roberval y sus barcos a lo largo de la costa de Terranova, cuando Roberval dejaba Margarita de la Rocque. A pesar de la insistencia de Roberval de que lo acompañase de vuelta a Saguenay, Cartier desapareció al amparo de la oscuridad y siguió hacia Francia, convencido de que en sus buques había una gran cantidad de oro y diamantes. Llegó allí en octubre, en lo que resultó ser su último viaje. Mientras tanto, Roberval tomó el mando en Charlesbourg-Royal, pero la colonia fue abandonada en 1543, después de que las enfermedades, el mal tiempo y los nativos hostiles llevaran a los aspirantes a colonos a la desesperación.

### El retiro

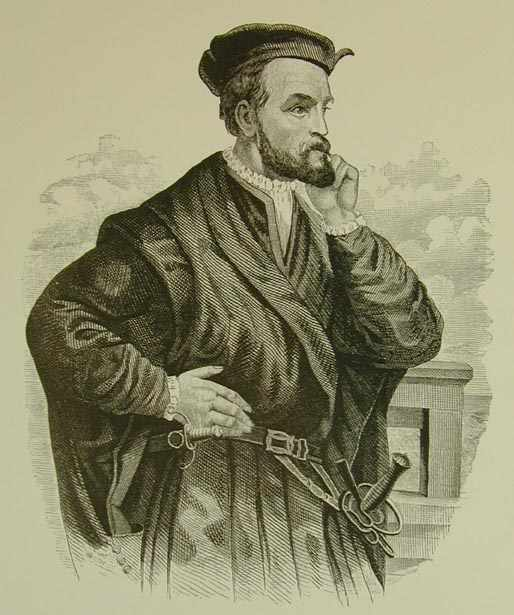
Jacques Cartier (grabado atribuido a Pierre-Louis Morin, hacia 1854.

Decepcionado, Cartier se retiró a su residencia de Limoilou, cerca de Saint-Malo, en donde alcanza la consideración de sabio al que se consultan muchas cosas y del que se utiliza su conocimiento del portugués. Murió a causa de la peste que golpeó la ciudad en 1557, probablemente a la edad de 65 o 66 años. Sus restos, reencontrados en 1944, descansan en la catedral de Saint-Malo.

### Barcos de Cartier
Las carabelas en las que Cartier realizó su viajes fueron:
- La Grande Hermine. Construida en Francia en 1534 y entregada en 1535 a Cartier por el rey de Francia. Fue usada en los viajes de 1535-36 y de 1541-42. Se construyó una réplica para la Expo 67 en Montreal. Fue abandonada en el año 2001 en el río Saint-Charles (ciudad de Quebec).
- La Petite Hermine. Construida en Francia, fue utilizada en el viaje de 1535-36 y abandonada por Cartier en la primavera de 1536 en el río Saint-Charles debido a que muchos de sus tripulantes habían muerto durante ese invierno.
- Émérillon. Construida en Francia, fue empleada en los viajes de 1535-36 y de 1541-42.
- Georges. Construida en Francia, fue usada en el viaje de 1541-42.
- Saint-Brieux. Construida en Francia, fue utilizada en el viaje de 1541-42.

## Legado
Cartier, después de haber localizado la entrada al golfo de San Lorenzo en su primer viaje, abrió la vía navegable más grande para la penetración europea en América del Norte y realizó una estimación inteligente de los recursos de Canadá, tanto naturales como humanos, aunque con una exageración considerable de su riqueza mineral. Si bien algunas de sus acciones con los iroqueses en el río San Lorenzo fueron deshonrosas, intentó al tiempo establecer amistad con ellos y con los otros pueblos indígenas que vivían a lo largo del río San Lorenzo, un preliminar indispensable para el asentamiento de Francia en sus tierras.
Cartier fue el primero en usar en documentos el nombre de Canadá para designar el territorio a orillas del río San Lorenzo. El nombre deriva de la palabra huron-iroquesa de «kanata», o aldea, que fue interpretado erróneamente como el término nativo de las tierras descubiertas. Cartier usó el nombre para describir Stadacona, la tierra de los alrededores y el propio río. Y Cartier llamó «canadienses» (Canadiens) a los habitantes (iroqueses) que había visto allí. A partir de entonces el nombre de Canadá se utilizó para designar la pequeña colonia francesa en esas costas, y los colonos franceses fueron llamados canadienses hasta mediados del siglo XIX, cuando el nombre empezó a ser aplicado a las colonias leales en los Grandes Lagos y más tarde a toda la Norteamérica Británica. Cartier no es estrictamente el descubridor europeo de Canadá, como este país se entiende hoy, una vasta federación «a mari usque ad mare» (de mar a mar). Las partes orientales ya habían sido visitadas por los nórdicos, así como por pescadores vascos, gallegos y bretones, y quizás por los hermanos Corte-Real y por Juan Cabot (además, por supuesto, de los indígenas que primero habitaron el territorio). La contribución más importante de Cartier al descubrimiento de Canadá fue ser el primer europeo en penetrar en el continente, y, más precisamente, en la región oriental del interior a lo largo del río San Lorenzo. Sus exploraciones consolidaron las reclamaciones francesas del territorio que más tarde sería colonizado como la Nueva Francia, y su tercer viaje produjo el primer intento europeo documentado de asentamiento en América del Norte desde los de Lucas Vázquez de Ayllón, en 1526-27.
Los rápidos que parecían estar bloqueando el camino a China ("La Chine" en francés) son conocidos como los «Lachine Rapids» todavía hoy.
La capacitación profesional de Cartier es fácil de determinar. Teniendo en cuenta que Cartier realizó tres viajes de exploración en aguas peligrosas y desconocidas hasta entonces, sin perder un solo barco, y que entró y salió de unos 50 puertos desconocidos sin contratiempos graves, puede ser considerado uno de los navegantes más concienzudos de la época.
Cartier también fue uno de los primeros en reconocer formalmente que el Nuevo Mundo era una masa de tierra separada de Europa y Asia.

### Monumentos

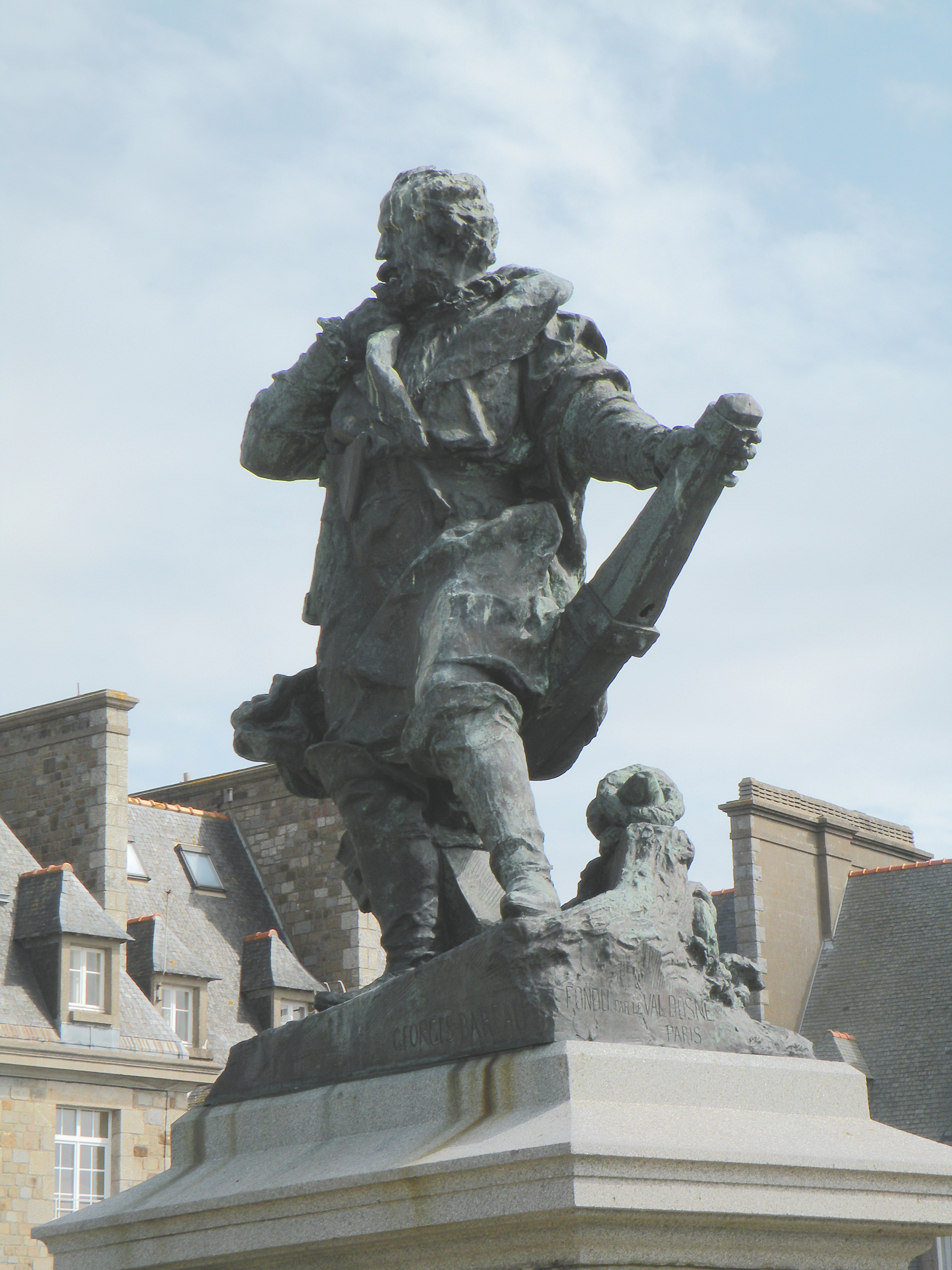
Monumento en Saint-Malo

Cartier ha sido reinvicado y numerosos monumentos, calles y plazas han sido nombrados en su honor. Los más destacados son:
- Plaza Jacques-Cartier, una importante plaza en el Viejo Puerto de Montreal.
- Río Jacques-Cartier.
- Puente Jacques-Cartier.
- Jacques Cartier State Park.
- Pabellón Cartier (Cartier Pavilion), construido en 1955 en el Royal Military College de Saint-Jean.
- Monumento Jacques Cartier, en la isla Harrington.